# 文化のみち
文化のみち（ぶんかのみち）は、愛知県名古屋市の東区から中区に至る地域の総称。名古屋市における近代化の歴史を伝える建造物などが残る。

## 歴史
1999年（平成11年）にこの地域で行われたウォークラリーで「文化のみち」の名称が初めて使用された。なお、ウォークラリーはその後も「歩こう文化のみち」として毎年11月3日に開催されている。なお、各施設は管理する団体などがまちまちで、名古屋市が直接管理する施設以外は開館・休館日時も異なっている。

## 地理
主に東区の「白壁・主税・橦木町並み保存地区」を中心に、東は徳川園、西は中区の名古屋城付近までのエリアを含む。白壁周辺は江戸時代には中級・下級武士の武家屋敷が多く置かれ、明治時代にはその敷地を利用した工場なども立地。大正から昭和初期にかけては企業家らが邸宅を構えた。これらに江戸時代に創建された寺社や明治以降に建設された官公庁の建物などを含めて「文化のみち」と呼称しており、登録有形文化財や名古屋市都市景観重要建築物、景観法に基づく景観重要建造物等指定物件などが多く含まれる。

## 歴史的建造物の一覧
| 画像                           | 名称                                  | 所在地 | 竣工年                                                     | 備考 |
| ------------------------------ | ------------------------------------- | --- | ---------------------------------------------------------- | --- |
| レンガ造、コンクリート造建築物 |                                       | |                                                            | |
|                                | 名古屋市役所本庁舎                    | 名古屋市中区三の丸三丁目1番1号 北緯35度10分53.2秒 東経136度54分22.6秒 / 北緯35.181444度 東経136.906278度  | 1933年（昭和8年）                                          | 重要文化財 都市景観重要建築物                                                                                            |
|                                | 愛知県庁本庁舎                        | 名古屋市中区三の丸三丁目1番2号 北緯35度10分48.8秒 東経136度54分24.1秒 / 北緯35.180222度 東経136.906694度  | 1938年（昭和13年）                                         | 重要文化財 都市景観重要建築物                                                                                            |
|                                | 愛知県庁大津橋分室                    | 名古屋市中区丸の内三丁目4番13号 北緯35度10分38.9秒 東経136度54分20.1秒 / 北緯35.177472度 東経136.905583度 | 1933年（昭和13年）                                         | 旧愛知県信用組合連合会会館                                                                                               |
|                                | 名古屋市市政資料館                    | 名古屋市東区白壁一丁目3番地 北緯35度10分52.5秒 東経136度54分37.2秒 / 北緯35.181250度 東経136.910333度     | 1922年（大正11年）                                         | 名古屋市の公文書館 「旧名古屋控訴院地方裁判所区裁判所庁舎」の名称で国の重要文化財に指定                                  |
|                                | 金城学院高校榮光館 （画像左側の建物） | 名古屋市東区白壁4-64 北緯35度10分59.7秒 東経136度55分7.1秒 / 北緯35.183250度 東経136.918639度             | 1936年（昭和11年）                                         | 登録有形文化財 都市景観重要建築物                                                                                        |
|                                | 名古屋陶磁器会館                      | 名古屋市東区徳川一丁目10番3号 北緯35度10分54.1秒 東経136度55分24.6秒 / 北緯35.181694度 東経136.923500度   | 1932年（昭和7年）                                          | 鷹栖一英の設計 アールデコ調の表現主義建築、景観重要建造物                                                                |
|                                | 名古屋市立筒井小学校                  | 名古屋市東区筒井一丁目15番28号 北緯35度10分38秒 東経136度55分43.9秒 / 北緯35.17722度 東経136.928861度     | 1936年（昭和11年）                                         | 市内に唯一残る戦前の小学校建築                                                                                           |
|                                | 東海学園講堂                          | 名古屋市筒井一丁目2番35号 北緯35度10分48秒 東経136度55分48.1秒 / 北緯35.18000度 東経136.930028度          | 1931年（昭和6年）                                          | 登録有形文化財 都市景観重要建築物                                                                                        |
|                                | 愛知県議員会館                        | 名古屋市東区外堀町59番地 北緯35度10分47.1秒 東経136度54分36.2秒 / 北緯35.179750度 東経136.910056度        | 1920年（大正9年）                                          | 名古屋市長も務めた大喜多寅之助の旧邸                                                                                     |
| 木造建築物                     |                                       | |                                                            | |
|                                | 建中寺                                | 名古屋市東区筒井一丁目7番57号                                                                             | 1651年（慶安5年）建立                                      | 国の登録有形文化財・県指定文化財・市指定文化財・都市景観重要建築物などがある                                             |
|                                | 貞祖院                                | 名古屋市東区泉三丁目11番16号                                                                              | 1608年（慶長13年）建立                                     | 徳川吉通の霊廟を移築して本堂としている・見学は要電話予約                                                                 |
|                                | 旧豊田家門・塀（豊田利三郎邸跡）      | 名古屋市東区白壁四丁目20番地                                                                              | 1918年（大正7年）                                          | マンションになったが門と塀が残されている 都市景観重要建築物                                                              |
|                                | 旧料亭・樟                            | 名古屋市東区白壁四丁目92番地                                                                              | 大正初期                                                   | 都市景観重要建築物 |
|                                | か茂免                                | 名古屋市東区白壁四丁目85番地                                                                              | 1911年（明治44年）                                         | 旧中井己次郎邸・現在も料亭として営業中                                                                                   |
|                                | 旧春田鉄次郎邸                        | 名古屋市東区主税町三丁目6番2号                                                                            | 1925年（大正14年）                                         | 武田五一設計といわれる・洋館と和館からなる町並み保存地区の伝統的建造物・景観重要構造物・洋館はフランス料理店として営業中 |
|                                | 旧豊田佐助邸                          | 名古屋市東区主税町三丁目8番地                                                                             | 1923年（大正12年）                                         | 豊田佐吉の弟、佐助の邸宅 町並み保存地区の伝統的建造物                                                                    |
|                                | 文化のみち二葉館                      | 名古屋市東区橦木町三丁目23番地                                                                            | 1920年（大正9年）                                          | 旧川上貞奴邸、登録有形文化財・景観重要建造物                                                                             |
|                                | 文化のみち橦木館                      | 名古屋市東区橦木町二丁目18番地                                                                            | 1926年（大正15年）                                         | 旧井元為三郎邸 名古屋市指定有形文化財、景観重要建造物、町並み保存地区の伝統的建造物                                      |
|                                | 文化のみち百花百草                    | 名古屋市東区白壁四丁目91番地                                                                              | 2007年開館                                                 | 旧岡谷惣助邸 1920年（大正9年）造の書院・茶室・土蔵が残る庭園                                                             |
|                                | 主税町長屋門                          | 名古屋市東区主税町四丁目72番地                                                                            | 江戸時代中期                                               | 江戸時代から現地に残る武家屋敷門 現在はマンションの一角                                                                  |
|                                | カトリック主税町教会                  | 名古屋市主税町三丁目33番地                                                                                | 1904年（明治37年）                                         | 名古屋で最も古いカトリック教会、一般に聖母教会とも呼ばれる 都市景観重要建築物                                            |
|                                | 大森家住宅                            | 名古屋市東区橦木町二丁目8番地                                                                             | 1916年（大正5年）                                          | 都市景観重要建築物 |
|                                | 伊藤家住宅                            | 名古屋市東区橦木町二丁目9番地                                                                             | 大正初期                                                   | 都市景観重要建築物 |
|                                | 長久寺                                | 名古屋市東区白壁三丁目24番47号                                                                            | 1610年（慶長15年）                                         | 松平忠吉が創建。清洲越しで当地に移された寺院                                                                             |
| 博物館・美術館                 |                                       | |                                                            | |
|                                | 名古屋城                              | 名古屋市中区本丸1番1号                                                                                    |                                                            | 尾張徳川家の居城。2018年に復元された本丸御殿・創建当時の西南隅櫓（重要文化財）・名勝二之丸庭園などが見物可能             |
|                                | 徳川美術館                            | 名古屋市東区徳川町1017番地                                                                                | 1935年（昭和10年）                                         | 尾張徳川家の大名道具を展示する美術館                                                                                     |
|                                | 名古屋市蓬左文庫                      | 名古屋市東区徳川町1001番地                                                                                | 1950年（昭和25年）                                         | 尾張徳川家の旧蔵書を中心とする公開文庫                                                                                   |
|                                | 楽只美術館                            | 名古屋市東区泉一丁目17番38号                                                                              | 1987年（昭和62年）                                         | 松華会館内・江戸時代以降の茶道具を中心とした展示                                                                         |
|                                | 堀美術館                              | 名古屋市東区主税町四丁目4番2                                                                              | 2006年（平成18年）                                         | 三岸節子、佐伯祐三、藤田嗣治、梅原龍三郎などの作品を展示                                                                 |
|                                | 三菱UFJ銀行貨幣資料館                 | 名古屋市東区赤塚町25番地                                                                                  | 2009年春、現在地に移転                                     | 1961年「東海銀行貨幣資料館」として開館 世界各国の貨幣など約1万点を展示                                                   |
| その他                         |                                       | |                                                            | |
|                                | 徳川園                                | 名古屋市東区徳川町1001番地                                                                                |                                                            | 旧尾張徳川家の邸宅跡 2004年（平成16年）に日本庭園として再整備された                                                      |
|                                | 三の丸庭園                            | 名古屋市中区三の丸三丁目                                                                                  | 1881年（明治14年）〜1884年に名古屋城二の丸庭園の一部を移築 | 旧陸軍将校クラブ偕行社の南庭 築城当時の樹木を含む枯山水の庭園                                                            |
|                                | 七尾天神社                            | 名古屋市東区白壁二丁目28-19                                                                               | 16世紀初頭創建                                             | 尾張藩家老成瀬家祈願所                                                                                                   |
|                                | 赤塚神明社                            | 名古屋市東区徳川二丁目1番1号                                                                              | 徳川義直により1619年（寛永5年）再建                        | 戦災を免れた建物が一部残る                                                                                               |
|                                | 三日月塚                              | 名古屋市東区徳川二丁目17番30号 了義院                                                                     | 1743年（寛保3年）                                          | 松尾芭蕉五十回忌に五条坊木児によって建立された句碑                                                                       |